# DJ LA
Гле́б Алекса́ндрович Матве́ев (род. 11 августа 1972, Ленинград, СССР), более известный под псевдонимами DJ LA и DJ Shtaket — советский и российский танцор брейк-данса, хип-хоп-диджей, битмейкер. Участник брейк-данс-команд «Альянс» (1986—1988) и Bad Balance (1989—1991). Основатель и участник группы Bad Balance (1989—2002, 2017—н.в.) и хип-хоп-объединения «Bad B. Альянс» (1999—2001). Участник проекта No Face Crew (1999).
В 1986 году Глеб Матвеев начал заниматься брейк-дансом, освоил стиль «поп-локинг» и стал участником школьного брейк-ансамбля «Альянс», который участвовал в различных соревнованиях и Всесоюзных брейк-фестивалях. Осенью 1989 года Матвеев совместно с Владом Валовым («Шеff») создал танцевальный брейк-данс-коллектив Bad Balance, который в 1991 году преобразовался в рэп-группу. В составе группы Матвеев был командным диджеем под псевдоним DJ LA, а также принял участие в записи первых шести альбомов. В 2017 году вернулся в Bad Balance и принял участие в записи альбома «Из андеграунда» (2021).
Под псевдонимом DJ Shtaket выпустил три сольных альбома и один альбом в составе группы No Face Crew, также известной как 3 DJ’s. С 1999 года занимался музыкальным продюсированием хип-хоп-артистов и групп, входящих в «Bad B. Альянс». После распада «Альянса» продолжил работать с Александром Толмацким, его сыном ДеЦлом и Лигалайзом. Неоднократно участвовал в различных соревнованиях по диджеингу.
Самым известным его релизом является дебютный альбом ДеЦла, «Кто ты?», который LA спродюсировал совместно с Shooroop’ом, а среди известных треков — «Слёзы» (ДеЦл, 1999), «Пачка сигарет» («Легальный бизне$$», 1999), «Надежда на завтра» («Bad B. Альянс», 2000), «Имя Шеff» (Шеff, 2000), «Кидалово» (Bad Balance, 2000), «Кровь, моя кровь» (ДеЦл, 2000), «Письмо» (ДеЦл, 2001), «Dr. BleFF» (Лигалайз, 2003), «Паровозы, колёса, дороги» («Лигалайз + П-13», 2003) и «Москва» (Detsl aka Le Truk, 2004).

## Карьера
Глеб Матвеев родился 11 августа 1972 года в Ленинграде. В 1986 году начал заниматься брейк-дансом, освоил стиль «поп-локинг» и стал участником детского брейк-ансамбля «Альянс», состоящего из семерых учеников младших классов 191-й школы: Глеб Матвеев, Алексей Лагойский, Юрий Зайцев, Андрей Брыканов, Алла Петрова, Соня Солодова, Наталья Бутова. Руководил ансамблем 22-летний учитель физкультуры Вячеслав Игнатьев. Команда участвовала в различных соревнованиях и Всесоюзных брейк-фестивалях: концерт-дискуссия «Танцуем брейк» '86, «Музыкальный ринг» декабрь '86, Modern Tants '87, «Мурманск-88», Papuga '88).
Осенью 1989 года Матвеев совместно с Владом Валовым («Шеff») создал в Ленинграде танцевальный брейк-данс-коллектив Bad Balance, для которого он же и придумал название. В октябре 1989 года Матвеев и Валов предложили танцорам брейк-команды «Стоп» из рэп-группы «Чёрное и Белое» перейти в Bad Balance. В результате предложение приняли только Алексей Скалинов («Скаля») и Алексей Лагойский («Лага»). Одновременно к команде присоединились двое других танцоров — Дмитрий Черкасов («Swan») и Алексей Богданов («Бармалей»). С Лагой и Сваном был сделан первый постановочный номер в стиле «локинг» — «Казаки», а со Скалей и Бармалеем — ещё два номера: «Ленинградские ковбои» и «Лалыбай». С этими номерами команда участвовала в брейк-данс-фестивалях. Псевдоним «LA» появился в 1990 году и придумал его Владислав Вайтехович (DJ Wolf) из рэп-группы «Имя защищено». Он назвал его так из-за высоких кроссовок фирмы «L.A. Gear», которые Матвеев носил несколько лет:
«LA» придумал человек, который давно уехал в Бундес, — Wolf, брат Вольта из «TOP9». Мы сели такие: «Ну чё, пора клички придумывать!». У меня были тапки LA Gear, такие, скотчем обмотанные. Ну он и говорит : «Будешь ЭлЭйем!». А Штакет появился позже. Мы сидели с Ираклием у него дома, ну который сейчас «Лондон-Париж». Он говорит: «Чувак, тебе по ходу нужна ещё кличка, для клубов». Решили, что Штакетом буду. Так что, Штакет — для клубов, а LA — для Bad B.
В марте 1991 года с приходом Сергея Крутикова («Михей»), у которого за плечами было две музыкальные школы по классу игры на аккордеоне и барабанах, Bad Balance стал музыкальной рэп-группой. «LA» тогда был танцором, но очень интересовался диджейским мастерством, поэтому попросил DJ Wolf’а из рэп-группы «Имя защищено» обучить его диджеингу. DJ Wolf не только обучил его, но и собрал для него аппарат для скретчинга из советского винилового проигрывателя фирмы «Аккорд», который раньше можно было встретить в школах. Таким образом «LA» стал командным диджеем группы Bad Balance. Весной 1991 года в студии Ленинградского дворца молодёжи (ЛДМ) была записана первая 20-минутная костюмированная танцевальная шоу-программа «Семеро одного не ждут», состоящая из 8 треков («Graffiti», «Донецкий край», «Leningrad Cowboys», «Ленинград»).
Для первых двух альбомов группы Bad Balance, «Выше закона» (1992) и «Налётчики Bad B.» (1994), «LA» создавал скретчи на советском виниловом проигрывателе фирмы «Аккорд». Первый зарубежный проигрыватель, так называемую «вертушку», Матвеев увидел на концерте французского рэпера MC Solaar в московском парке Горького 5 июня 1992 года, а перед поездкой Bad Balance в Германию осенью 1993 года участники группы купили своему диджею проигрыватель фирмы «Technics».
Играет как клубный DJ с 1994 года. С 1997 по 1998 год работал на радио «Порт-FM» в Санкт-Петербурге.
В 1999 году DJ LA в составе группы Bad Balance вошёл в хип-хоп-объединение «Bad B. Альянс», которое покинул в 2001 году в связи с разрывом отношений между Александром Толмацким и Владом Валовым. В 1999 году «LA» вместе с «Shooroop’ом» спродюсировал дебютный альбом ДеЦла, «Кто ты?». О процессе создания совместных треков на студии звукозаписи «Тон-ателье № 1» в «Останкино» «LA» рассказал в интервью для журнала «Hip-Hop Info»:
Да, функция моя диджейская. Шуруп там ручки крутит офигенно, а я больше по семплам и звукам рыскаю. Работаем в основном в паре, но иногда и по отдельности. Конечно предпочитаю брать звуки с вертушки. Когда нет возможности, приходится работать с библиотеками звуков, в общем с компактами. Как происходит процесс? Когда обоих попёрло, Шуруп сидит, закладывает в компьютер, обкручивает, а я в наушниках подбрасываю ему звуки и семплы, хотя бывает и наоборот. Последнее время я тоже научился работать сразу в компьютер, а Шурупу остаётся только сводить.
С 1999 по 2001 год видеоклипы Bad Balance на песни «Городская тоска» (1996), «Как сон» (1999) и «Отвечай за слова» (2000), музыку к которым сделали «LA» и «Михей», попали в ротацию чартов «Русская десятка» и «20 самых-самых» телеканала «MTV Россия».
С 1999 по 2001 год видеоклипы «ДеЦла» на песни «Пятница» (1999), «Слёзы» (1999), «Вечеринка» (2000), «Кровь моя кровь» (2000), «Кто ты?» (2000), «Письмо» (2001), «Море» (2001), «Уличные псы» (2001) и «Рифмы по-английски» (2001), музыку к которым сделали «Shooroop» и «LA», попали в ротацию чартов «Русская десятка» и «20 самых-самых» телеканала «MTV Россия».
В 2000 году видеоклип «Bad B. Альянса» на песню «Надежда на завтра», музыку к которой сделали «Shooroop» и «LA», попал в ротацию чартов «Русская десятка» и «20 самых-самых» телеканала «MTV Россия».
В 2003 году «LA» написал музыку для дисс-трека Лигалайза «Доктор Блефф», в связи с чем после этого два года не общался с Владом Валовым. 5 апреля 2003 года на выступлении «Легального бизне$$а» в одном из клубов Лигалайз кинул дисс в сторону главы лейбла «100%», Мастера Шеff’а, в котором жёстко опустил Влада Валова. Трек «Dr. BleFF» был выложен на официальном сайте группы «Братья Наличные». Эта тема вызвала нешуточные обсуждения среди хип-хоп-голов на предмет возможного дальнейшего варианта развития. 30 апреля Влад Валов выпустил ответный трек «Зачем, милая?» и адресован он был не только Лиге, но и Александру Толмацкому. 27 мая после ответного трека Лигалайз решил опубликовать свой ответ — «свою реакцию», где он упомянул, что «LA» участвовал в создании музыки для трека «Dr. BleFF».
С 2016 по 2018 год DJ Shtaket четырежды принял участие в передаче «Sketch & Scratch» на интернет-радио «Most Wanted Radio».
В 2017 году DJ LA вернулся в Bad Balance и впервые выступил с группой на концерте-презентации сольного альбома Шефа «Гипноз» в Санкт-Петербурге, который проходил в клубе «Грибоедов» 2 июня 2017 года. Затем выступил в составе группы на фестивале кастомных автомобилей, музыки и уличной культуры «Дымовал Fest» в Санкт-Петербурге 6 августа 2017 года. 7 апреля 2018 года DJ LA выступил в классическом составе Bad Balance на концерте «Хиты всех альбомов» в питерском клубе «Грибоедов».
В 2018 DJ LA создал музыку к пяти трекам для сольного альбома Шеff’а — Gangsta jazz: «Жак Мерин», «Пашка Америка», «Семья Гамбино», «Ростовские фантомасы» и «Еврейский кагал».
В октябре 2019 года DJ LA принял участие в съёмках видеоклипа Bad Balance на песню «Удача», где он предстал в роли монаха, который скитается по улицам Санкт-Петербурга и предотвращает людские ошибки. 23 ноября 2019 года принял участие в юбилейном концерте Bad Balance, посвящённом 30-летию группы.
В 2021 году принял участие в записи альбома «Из андеграунда» группы Bad Balance, а также выступил на презентации альбома в Москве и Санкт-Петербурге.
29 июня 2022 года в качестве диджея выступил вместе с группой Bad Balance на шоу «Студия МТС Live». Также создал скретчи для композиций «Риэлтор» питерской рэп-группы «ЗИБА» и «Марафон» рэп-исполнителя Masta B.K. из Top 9 Crew. На оба трека были сняты видеоклипы, причём диджей LA снялся в видео на «Риэлтора».
В 2023 году добавил скретчи для композиций «Чемпионы» рэпера Dronaz из X-Team, «Это был хороший день» (ЮжАк feat. Bad Balance) и «HipHopaDontSttopa» рэпера Lord Van. В 2024 году добавил скретчи для трека «Boom2Bap» (Dronaz feat. Botanique).

## Критика
В 1999 году обозреватель белорусской «Музыкальной газеты», оценивая альбом «Город джунглей», похвалил работу диджея группы:
Профессионализм виден во всём, и даже не из самых сильных голосов, как у Шефа с Михеем, можно сделать, как видим, конфетку, а DJ LA очень хорош в сведении.
В 2001 году музыкальный обозреватель украинского портала MusicNews, Игорь Панасов, делая обзор на альбом «Каменный лес» группы Bad Balance написал, что на этом альбоме «LA поработал на славу»:
В музыкальном плане это чуть ли не лучшее, что они сделали за десять с лишним лет. LA поработал на славу и собственные заморочки толково перемешал с далёкими и близкими аллюзиями из «Jesus Christ Superstar», знаменитой «Feeling» и выдранным из оригинала прологом к советскому мультику «Маугли».

## Награды
- В апреле 1991 года DJ LA в составе группы Bad Balance занял первое место на первом Всесоюзном фестивале рэп-музыки «Рэп-пик-91» в Ленинградском дворце молодёжи. Группа выступила с песнями «Донецкий край» и «What is Love»[61].
- В 1996 году DJ L.A. занял третье место на российском финале диджейского чемпионата среди диджеев «DMC»[16].
- В 1996 году DJ L.A. победил в номинации «Grandmaster Scratch» на российском фестивале «GrandMaster DJ '96»[16].
- В 1997 году DJ L.A. победил в номинации «Grandmaster Style» на российском фестивале «GrandMaster DJ '97»[16][62].
- В 1998 году DJ L.A. (DJ Штакет) победил в номинации «Grandmaster Style» на российском фестивале «GrandMaster DJ '98»[63][64][65].
- 31 октября 1998 года DJ LA получил титул «Мастер Street Beat» в номинации «DJ’s» на российской церемонии вручения премий за достижения в области хип-хоп-культуры «Голос улиц», прошедшей в Московском дворце молодёжи. Награду ему вручил DJ Грув, с которым он когда-то танцевал брейк на Дворцовой площади[66].
- В 2000 году видеоклип ДеЦла на песню «Вечеринка», музыку к которой сделали «Shooroop» и «LA», заработал приз зрительских симпатий в номинации «International Viewer’s Choice» на церемонии вручения наград за достижения в индустрии производства видеоклипов «MTV Video Music Awards 2000», которая прошла на сцене нью-йоркского Radio City Music Hall 7 сентября 2000 года[67].
- В 2001 году видеоклипы ДеЦла на песни «Вечеринка», «Кровь моя, кровь» и «Надежда на завтра», музыку к которым сделали «Shooroop» и «LA», стали лауреатами в номинации «Хит-парад-20» на первой церемонии вручения премии национального музыкального канала «Муз-ТВ», которая состоялась в развлекательном комплексе «Метелица» 15 февраля 2001 года. Награды вручались тем артистам и коллективам, чьи клипы в 2000 году хотя бы единожды занимали верхнюю строчку «Хит-парада-20»[68].

## Дискография

### Микстейпы
- 1996 — «Get A Trip — Trip-Hop Acidfunk» (D.J. Shtaket)
- 2004 — «Partytracks — Hip-Hop/R’n’B Mix» (DJ Shtaket)
- 2004 — «FightClub. R’n’B mix» (DJ Phunky D. & DJ Shtaket)

### Компиляции
- 1997 — «Grandmaster DJ 97 (Битва ди-джеев I) — Москва-Питер»
- 1998 — «Grandmaster DJ 98 (Битва ди-джеев II) — Москва-Питер»
- 2006 — «Boombastik Sound» (DJ Banan/DJ Tonic/DJ Shtaket/DJ Double Dee)

### В составе группы Bad Balance
- 1991 — Семеро одного не ждут (магнитоальбом)[26][27]
- 1992 — Выше закона (магнитоальбом) (издано на CD в 1998 году)
- 1994 — Налётчики Bad B.
- 1997 — Чисто про…
- 1998 — Выше закона
- 1999 — Город джунглей
- 2001 — Каменный лес
- 2003 — Мало-по-малу
- 2004 — Память о Михее
- 2021 — Из андеграунда

### В составе группы No Face Crew
- 1999 — «DJ DJ DJ» (No Face Crew/3 DJ’s: Tonik, Штакет и 108)

### В составе группы Bad B. Альянс
- 2002 — «Новый мир»

### Скретчи
- 2000 — «Вечеринка у ДеЦла», «Нужен только бит», «Принцесса», «Москва — Нью-Йорк», «Кто ты?», «Надежда на завтра», «Слёзы», «Чёрный змей», «Кровь моя кровь», «Мы отдыхаем» (скретчи: LA) (ДеЦл — альбом «Кто ты?»)
- 2000 — «Bad B. Альянс», «Мы хотим сегодня», «Настоящий хип-хоп» (скретчи: DJ L.A.) (Легальный бизне$$ — альбом «Рифмомафия»)
- 2001 — «Свидание», «Буратино» «Я большой» (скретчи: DJ L.A.) («Братья Улыбайте» — альбом «Фанк позитив»)
- 2003 — «Курил. Бухал…» (Мистер Малой) (скретчи для альбома: DJ L.A., DJ Кит, DJ Тоник)
- 2003 — «Паровозы, колёса, дороги» (музыка и скретчи) («Лигалайз + П-13» — альбом «Провокация»)
- 2004 — «20 лет спустя» (скретчи: DJ LA) (Shooroop — альбом «Камень, ножницы, бумага»)
- 2006 — «Вован Кожемякин» (скретчи: DJ L.A.) (White Hot Ice — альбом «Rastaman»)
- 2006 — «Почувствуй силу», «Жизнь», «Русский рэп» (скретчи: DJ L.A.) (Лигалайз — альбом «XL»)
- 2021 — «Взлёт (intro)», «Автопробки», «Номер 1», «Kurtis bro (skit)», «2 МС», «Не теряй лицо», «Пусть будет так!», «Прибытие (outro)» (Bad Balance — альбом «Из андеграунда»)
- 2022 — «Марафон» (скретчи: DJ L.A.) (Masta B.K.)
- 2022 — «Риэлтор» (скретчи: DJ L.A.) (ЗИБА)
- 2023 — «Чемпионы» (скретчи: DJ L.A.) (Dronaz)
- 2023 — «Это был хороший день» (скретчи: DJ L.A.) (ЮжАк feat. Bad Balance)
- 2023 — «HipHopaDontSttopa» (скретчи: DJ L.A.) (Lord Van)
- 2024 — «Boom2Bap» (скретчи: DJ L.A.) (Dronaz feat. Botanique)

### Продюсирование
- 1993 — «Bad B.Raiders» (Bad Balance) (D.J., Mix: L.A.)
- 1994 — «Налётчики Bad B.» (Bad Balance) (D.J., Mix: L.A.)
- 1997 — «Чисто про…» (Bad Balance) (аранжировка, ассистент инженера: диджей L.A.)
- 1998 — «Выше закона» (аранжировка, ассистент инженера: LA)
- 1999 — «Мама vol. 2» (Михей & Джуманджи и L.A.) (Михей и Джуманджи — альбом «Сука любовь»)
- 1999 — «Слёзы» (Мэd Dог & ДеЦл) (аранжировка и программирование: DJ Штакет & Shooroop) (МЭD DОГ — альбом «6.3.0.»)
- 1999 — «Война» (Bad Balance feat. Legalize & БО), «Пачка сигарет» (Легальный бизне$$), «Пятница» (ДеЦл) (музыка: LA, Shooroop) (сборник «Hip-Hop Info #6»)
- 1999 — «Город джунглей» (Bad Balance) (музыка: LA)
- 2000 — «Кидалово» (Bad Balance) (музыка: LA), «Она знает» (Легальный бизне$$) (музыка: Shooroop/LA), «Гэнгста» (Шеff) (музыка: Shooroop/LA) (сборник «Hip Hop Info #7»)
- 2000 — «20 лет спустя» (DJ LA & Shooroop) (музыка: DJ LA/Shooroop), «Нужен только бит» (ДеЦл) (музыка: Shooroop/LA) (сборник «Неон рэп микс»)
- 2000 — «Нужен только бит», «Принцесса», «Надежда на завтра», «Слёзы», «12 злобных зрителей», «Кровь моя кровь», «Пятница» (музыка: LA) (ДеЦл — альбом «Кто ты?»)
- 2000 — «Intro», «I know ya style» (музыка: LA) (Bad Balance — альбом «Москва — New York (Из города джунглей в каменный лес)»)
- 2000 — «Вечеринка (Hip-Hop Remix)» (ДеЦл) (Remix — DJ LA), «Слёзы (Two Step Remix)» (ДеЦл) (музыка: DJ LA, Mad Dog, DJ Шуруп) (Remix — DJ Тенгиз) (сборник «Pepsi хит»)
- 2000 — «Кровь, моя кровь» (ДеЦл) (музыка: LA), «Когда болею» (Tommy) (музыка: LA) (сборник «Голос улиц № 3»)
- 2000 — «Bad B. Альянс», «Пачка сигарет», «Она знает» (музыка: L.A.) (Легальный бизне$$ — альбом «Рифмомафия»)
- 2000 — «Мой мир», «Имя Шеff», «Дай огня», «Разум», «Звёзды», «Царица», «Свали отсюда!», «Барсик», «Этот мир…», «В субботу», «Мастерство» (музыка: LA) (Шеff — альбом «Имя Шеff»)
- 2001 — «Каменный лес» (Bad Balance) (музыка: LA, кроме 17 и 18)
- 2001 — «Письмо», «Море», «Уличные псы», «Рифмы по-английски» (музыка: LA) (ДеЦл — альбом «Уличный боец»)
- 2001 — «02» (Bad Balance), «Я — Miss Tee» (Miss Tee), «Я — есть Я» (Tommy) (музыка: LA) (сборник «Hip Hop Info #8»)
- 2002 — «Перемена», «Будь со мной», «Уличные псы» (N’Pans — альбом «Чёрная сторона Легального бизне$$а»)
- 2002 — «Новый мир — 2001 г.» (микс: LA), «Альянс» (музыка: LA & Shooroop), «Мысли» (микс: LA), «Уроки улиц» (рэп: LA), «Восточный ветер» (микс: LA), «TV News» (микс: LA), «Война» (музыка: LA & Shooroop), «Hip-Hop Info» (микс: LA), «Не лошитесь пацаны» (микс: LA), «Пираты» (музыка: LA) («Bad B. Альянс» — альбом «Новый мир»)
- 2003 — «Это Жорик», «Школьная», «Солнце взойдёт» (музыка: LA) (Жорик — альбом «Уличная сказка»)
- 2003 — «Dr. BleFF» (музыка: LA & Legalize) (MC Legalize)
- 2003 — «Паровозы, колёса, дороги» (музыка и скретчи) («Лигалайз + П-13» — альбом «Провокация»)
- 2003 — «Оно тебе надо?» (музыка: DJ L.A.), «Супермэн» (музыка: DJ L.A.) («Белый шоколад» — альбом «Три символа»)
- 2003 — «Помоги мне», «Центр планеты» (Ма.ru.Ся. — альбом «Девочка джунглей»)
- 2003 — «Josephina» (музыка: LA) (Мастер Шеff — альбом «Мастер слога ломаного»)
- 2003 — «Мало-по-малу», «Стайлом погоняем», «Кто нас прессует?», «Сука-Любовь», «Если ты в столицу прибыл», «Три ампулы жизни» (музыка: LA) (Bad B. — альбом «Мало-по-малу»)
- 2004 — «Москва», «Represent», «Rap for real», «Москва (Remix)» (музыка: DJ L.A.) (Detsl — альбом «Detsl aka Le Truk»)
- 2004 — «Сто процентная резина» (Купер) (музыка: LA) (сборник «Рэп На 100 % № 5»)
- 2005 — «Автопробки» (Bad Balance) (музыка: L.A., Мастер Шеff, Al Solo) (сборник «RAP На 100 % № 6»)
- 2006 — «100 % резина», «DO пребудет со мной», «Камикадзе хип-хопа», «Привычка от логоса», «Разум и понимание», «Отражение» (музыка: LA) (Купер — альбом «Йя»)
- 2006 — «DO пребудет со мной» (Купер feat. Шмель) (музыка: LA) (сборник «Мастерская рэп музыки»)
- 2007 — «Тема молодым» (музыка: L.A.) (D.O.B. Community — альбом «Полихромный продукт: 3 года выдержки»)
- 2010 — «Настоящий хип-хоп» (рэп: DJ L.A.) (tonn_pavloff — альбом «Настоящий хип-хоп»)
- 2010 — «Bay» (DJ Shtaket a.k.a. DJ LA) (DJ Bloodbeats — сборник Instrumental Boutique Volume 3)
- 2013 — «Мама vol.2 Remix» (DJ L.A.) (сборник «Посвящение Михею»)
- 2014 — «Волки», «Я думаю так!» (DJ L.A.) («Bad B. Про…» (Купер & Шеff) — альбом «Северная мистика»)
- 2018 — «Жак Мерин», «Пашка Америка», «Семья Гамбино», «Ростовские фантомасы», «Еврейский кагал» (музыка: DJ LA) (Шеff — альбом Gangsta jazz)